# Otwarta ramka odczytu
Otwarta ramka odczytu lub ORF (z ang. Open Reading Frame) – część sekwencji nukleotydów między kodonem START (AUG) a kodonem STOP, włącznie z odcinkami niekodującymi. Jest odcinkiem DNA, który nie zawiera kodonu terminacyjnego przed utworzeniem kompletnego polipeptydu, czyli potencjalnie może ulec translacji na białko.
ORF-y odnajduje się zwykle podczas przeczesywania sekwencji DNA przy poszukiwaniu potencjalnych genów. Dla różnych organizmów, z powodu różnorodności sekwencji 'START', istnieją zatem różne ORF-y. Typowy algorytm poszukiwania ORF uwzględni zatem genom danego organizmu (łącznie z możliwymi jego odmianami) i wyszuka wszelkie możliwe ORF (z czego nie wszystkie muszą być prawidłowe).
W rzeczywistości obecność ORF, szczególnie długiego, jest zazwyczaj dowodem na obecność genu, gdzieś w okolicznej sekwencji. W takim wypadku ORF jest częścią sekwencji kodującej, podlegającej translacji przez rybosomy. Jednak można spotkać także ORF-y niebędące częścią genu – zazwyczaj są one krótkie i kończą się zaledwie po kilku kodonach.
Po sekwencjonowaniu genu jest bardzo ważne, żeby wyznaczyć jego ORF. Dla organizmów z dwuniciowym DNA jego sekwencja może być odczytana na sześć różnych sposobów – trzy na nici wiodącej i trzy na nici opóźnionej. Zazwyczaj najdłuższa sekwencja, nie przerwana kodonem 'STOP' w obrębie genu, jest jego ORF-em. Jakkolwiek sprawdza się to dla prokariontów, u eukariontów sprawa komplikuje się, gdyż ich geny zawierają długie sekwencje niekodujące – introny. ORF dla takich genów odnajduje się badając zazwyczaj mRNA będące ich produktem.